# 斯威特霍姆 (阿肯色州)
斯威斯霍姆（英語：Sweet Home）是位於美國阿肯色州普拉斯基縣的一個人口普查指定地區。

## 地理
斯威斯霍姆的座標為34°40′53″N 92°14′36″W / 34.68139°N 92.24333°W，而該地最高點為海拔高度83米（即272英尺）。

## 人口
根據2020年美國人口普查的數據，斯威斯霍姆的面積為10.54平方千米，當中陸地面積為10.07平方千米，而水域面積為0.47平方千米。當地共有人口712人，而人口密度為每平方千米67人。